# Discografia de Maria Gadú
A discografia de Maria Gadú, cantora e compositora brasileira e Multi-instrumentista, compreende em três álbum de estúdio, três álbum ao vivo, um álbum de compilação, três DVD's, quatorze singles (incluindo dois como artista convidado), e nove videoclipes lançados desde sua formação, somando mais de um milhão de cópias vendidas em oito anos de carreira.

## Álbuns

### Álbuns de estúdio
| Ano  | Álbum           | Posições | Posições | Posições | Vendas                   | Certificações     |
| Ano  | Álbum           | BRA      | POR      | ITA      | Vendas                   | Certificações     |
| ---- | --------------- | -------- | -------- | -------- | ------------------------ | ----------------- |
| 2009 | Maria Gadu      | 6        | 18       | 4        | - Vendas Totais: 250.000 | - ITA: Ouro       |
| 2011 | Mais Uma Página | 5        | 22       | 48       | - Vendas Totais: 150.000 | - BRA: 2× Platina |
| 2015 | Guelã           | —        | —        | —        | - Vendas Totais: 30.000  |                   |

### Álbuns de compilação
| Ano  | Álbum | Posições | Posições | Posições | Vendas                  |
| Ano  | Álbum | BRA      | POR      | ITA      | Vendas                  |
| ---- | ----- | -------- | -------- | -------- | ----------------------- |
| 2013 | Nós   | 2        | 27       | —        | - Vendas Totais: 40.000 |

### Álbuns ao vivo
| Ano  | Álbum                                   | Posições | Posições | Vendas                   | Certificações  |
| Ano  | Álbum                                   | BRA      | POR      | Vendas                   | Certificações  |
| ---- | --------------------------------------- | -------- | -------- | ------------------------ | -------------- |
| 2010 | Multishow Ao Vivo - Maria Gadú          | 7        | 10       | - Vendas Totais: 100.000 | - BRA: Platina |
| 2011 | Multishow ao Vivo: Caetano e Maria Gadú | 3        | 2        | - Vendas Totais: 250.000 | - BRA: Platina |
| 2016 | Guelã Ao Vivo                           | —        | —        | - Vendas Totais: 15.000  |                |

### Álbuns de vídeo
| Ano  | Álbum                                           | Posições | Posições | Vendas                   | Certificações  |
| Ano  | Álbum                                           | BRA      | POR      | Vendas                   | Certificações  |
| ---- | ----------------------------------------------- | -------- | -------- | ------------------------ | -------------- |
| 2010 | Multishow Ao Vivo - Maria Gadú                  | 7        | 10       | - Vendas Totais: 30.000  | - BRA: Ouro    |
| 2011 | Maria Gadú e Caetano Veloso - Multishow Ao vivo | 3        | 2        | - Vendas Totais: 130.000 | - BRA: Platina |
| 2016 | Guelã Ao Vivo                                   | —        | —        | - Vendas Totais: 10.000  |                |

## Singles
Como artista principal
| Ano  | Título                               | Melhores Posições | Melhores Posições | Álbum                         |
| Ano  | Título                               | BRA               | ITA               | Álbum                         |
| ---- | ------------------------------------ | ----------------- | ----------------- | ----------------------------- |
| 2009 | "Shimbalaiê"                         | 5                 | 1                 | Maria Gadú                    |
| 2009 | "Linda Rosa"                         | 34                | —                 | Maria Gadú                    |
| 2009 | "Dona Cila"                          | 48                | —                 | Maria Gadú                    |
| 2009 | "Laranja" (ft. Leandro Léo)          | 37                | —                 | Maria Gadú                    |
| 2009 | "Bela Flor"                          | 62                | —                 | Maria Gadú                    |
| 2010 | "Rapte-me, Camaleoa"                 | 60                | —                 | Maria Gadú                    |
| 2010 | "João de Barro"                      | 66                | —                 | Multishow Ao Vivo             |
| 2010 | "Quando Fui Chuva"                   | 33                | —                 | Multishow Ao Vivo             |
| 2010 | "Lanterna dos Afogados"              | 65                | —                 | Multishow Ao Vivo             |
| 2011 | "Oração ao Tempo"                    | 76                | —                 | Mais uma Página               |
| 2011 | "Like a Rose"                        | 56                | —                 | Mais uma Página               |
| 2013 | "Em Paz" (ft. 5 a Seco)              | 62                | —                 | Nós                           |
| 2015 | "Obloco"                             | —                 | —                 | Guelã                         |
| 2016 | "Trovoa"                             | —                 | —                 | Guelã Ao Vivo                 |
| 2016 | "Tecnopapiro (Ao Vivo)"              | —                 | —                 | Guelã Ao Vivo                 |
| 2018 | "Baianidade Nagô"                    | —                 | —                 | Não adicionada a nenhum álbum |
| 2018 | "Um Amor Puro" (com Iza)             | —                 | —                 | Não adicionada a nenhum álbum |
| 2019 | "Mundo Líquido" (ft. Povo Guajajara) | —                 | —                 | Não adicionada a nenhum álbum |
| 2019 | "Quem?"                              | —                 | —                 | Não adicionada a nenhum álbum |

Como artista convidada
| Ano  | Título                             | Melhores Posições | Melhores Posições | Álbum          |
| Ano  | Título                             | BRA               | ITA               | Álbum          |
| ---- | ---------------------------------- | ----------------- | ----------------- | -------------- |
| 2018 | "No Escuro" (Sandy ft. Maria Gadú) | —                 | —                 | Nós, Voz, Eles |

## Trilhas sonoras
| Ano  | Canção                     | Álbum                         | Notas                                                       |
| ---- | -------------------------- | ----------------------------- | ----------------------------------------------------------- |
| 2009 | "Shimbalaiê"               | Viver a Vida                  | - Trilha sonora da telenovela Viver a Vida                  |
| 2009 | Linda Rosa"                | Cama de Gato                  | - Trilha sonora da telenovela Cama de Gato                  |
| 2009 | "A História De Lily Braun" | Cinquentinha                  | - Trilha sonora da série Cinquentinha                       |
| 2009 | "Ne Me Quitte Pas"         | Cinquentinha                  | - Trilha sonora da série Cinquentinha                       |
| 2010 | "Sonhos Roubados"          | Sonhos Roubados               | - Trilha sonora do filme Sonhos Roubados                    |
| 2010 | "Lounge"                   | A Vida Alheia                 | - Trilha sonora da série A Vida Alheia                      |
| 2010 | "Dona Cila"                | Clandestinos: o Sonho Começou | - Trilha sonora da telenovela Clandestinos: o Sonho Começou |
| 2010 | "Rapte-Me Camaleoa"        | Ti Ti Ti                      | - Trilha sonora da telenovela Ti Ti Ti                      |
| 2011 | "Quase Sem Querer"         | Desenrola                     | - Trilha sonora do filme Desenrola                          |
| 2011 | "Bela Flor"                | Cordel Encantado              | - Trilha sonora da telenovela Cordel Encantado              |
| 2011 | "Oração ao Tempo"          | A Vida da Gente               | - Trilha sonora da telenovela A Vida da Gente               |
| 2012 | "Linha Tênue"              | Amor Eterno Amor              | - Trilha sonora da telenovela Amor Eterno Amor              |
| 2012 | "Estranho Natural"         | Cheias de Charme              | - Trilha sonora da telenovela Cheias de Charme              |
| 2012 | "Lanterna dos Afogados"    | Malhação: Intensa como a Vida | - Trilha sonora da série Malhação: Intensa como a Vida      |
| 2013 | "Em Paz"                   | Flor do Caribe                | - Trilha sonora da telenovela Flor do Caribe                |
| 2013 | "Like a Rose"              | Flor do Caribe                | - Trilha sonora da telenovela Flor do Caribe                |
| 2014 | "Recomeço"                 | Em Família                    | - Trilha sonora da telenovela Em Família                    |
| 2014 | "Quase Sem Querer"         | Malhação Sonhos               | - Trilha sonora da série Malhação Sonhos                    |
| 2014 | "Meu Rio"                  | Império                       | - Trilha sonora da telenovela Império                       |
| 2015 | "Like a Rose"              | Sete Vidas                    | - Trilha sonora da telenovela Sete Vidas                    |
| 2017 | "Breu Total"               | D. P. A. - O Filme            | - Trilha sonora do filme D. P. A. - O Filme                 |
| 2018 | "Baianidade Nagô"          | Segundo Sol                   | - Trilha sonora da telenovela Segundo Sol                   |